# Piptocephalis cylindrospora
Piptocephalis cylindrospora är en svampart som beskrevs av Bainier 1882. Piptocephalis cylindrospora ingår i släktet Piptocephalis och familjen Piptocephalidaceae.   Inga underarter finns listade i Catalogue of Life.